# Sérgio Ribeiro
Sérgio Miguel Vieira Ribeiro (nascido em Matosinhos, Porto) é um ciclista profissional português. Profissional desde 2004, pertence à mesma geração de Sérgio Paulinho, sendo apontado como um dos maiores valores futuros do ciclismo português. O seu principal feito foi a vitória final na prova cotada internacionalmente Volta ao Alentejo
Esta época correu pela equipa portuguesa Barbot-Halcon, tendo concluido a edição de 2006 da Volta a Portugal em 71º. Contudo, o seu maior feito da época é o facto de ser o actual líder do Ranking de Portugal.
A 2 de Agosto de 2013, dias antes da 75ª Volta a Portugal, foi anunciada a sua suspensão durante 12 anos por irregularidades no passaporte biológico, com a retirada de todas as vitórias conquistadas nos anos em questão (de 2011 a 2013).

## Palmarés
- 1º 24º Volta ao Alentejo em Bicicleta (06)
- 3º Volta ao Alentejo em Bicicleta (05)
- 6º Aarhus Classic (06)
- 1 etapa da Volta ao Distrito de Santarém (06)
- 1 etapa da Volta a Castela e Leão (05)
- 5º etapa da Volta a Castela e Leão (10)
- 1º 34º Grande Prémio Abimota (13) +1 etapa
- 1º 6º Tour do Brasil Volta Ciclística de São Paulo-Internacional (09) +2 etapas